# Rodrigue César
Rodrigue Maxime César (Ducos, 14 aprile 1988) è un calciatore francese di origini martinicane, difensore del Club Colonial e della Nazionale martinicana.

## Caratteristiche tecniche
È un difensore centrale.

## Carriera

### Nazionale
Ha esordito con la Nazionale martinicana il 26 novembre 2010 disputando l'incontro della Coppa dei Caraibi 2010 pareggiato 1-1 contro Grenada.
È stato convocato per disputare la CONCACAF Gold Cup 2019.